# Зия-паша
Абдул-Хамид Зияэддин известный, как Зия-паша (тур. Abdülhamid Ziya Paşa; 1829, Стамбул, Османская империя — 17 мая 1881, Адана) — турецкий поэт, прозаик, журналист, публицист, переводчик, политик, государственный и общественный деятель. Наряду с Ибрахимом Шинаси и Намыком Кемалем является одним из первых авторов эпохи Танзимата.

## Биография

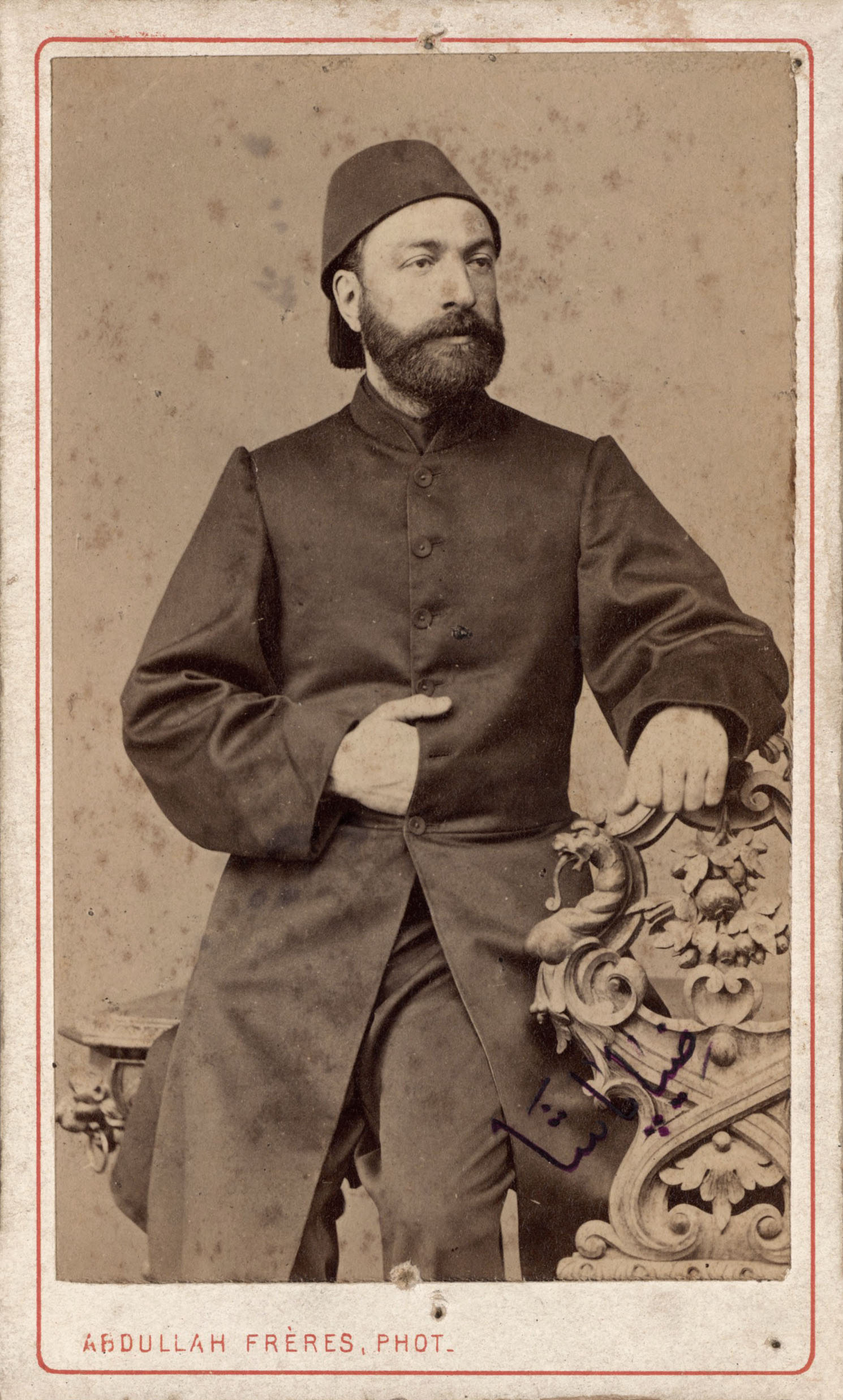
Зия-паша в 1860-х годах

Родился в богатой семье. В молодости начал свою карьеру в качестве государственного чиновника, был, среди прочего, губернатором Кипра. Один из организаторов и руководителей общества «Новые османы».
Возглавлял умеренное крыло общества «Новые османы». В 1867 году покинул родину и вместе с Намыком Кемалем отправился в Париж, затем в Великобританию. Вместе с Намыком Кемалем издавал в Лондоне журнал «Мухбир» и газету «Хюрриет» («Свобода»). Один из авторов проекта турецкой конституции (1876).
Вернулся в Турцию в 1880 году незадолго до своей смерти. Был губернатором на Кипре, в Амасии, Конья, Алеппо и недолго в Адане, где и умер от цирроза.

## Творчество
Видный представитель литературы Танзимата.
Стремился придать турецкой литературе народный характер, ратовал за демократизацию турецкого языка, но в своих стихах придерживался традиционных форм.
Автор ряда злых стихов, оскорбляющих высокопоставленных чиновников султана. Кроме дивана «Стихи Зия» (1881) и ещё двух сборников стихов, содержащих суфийские мотивы и рационалистические идеи, написал «Книгу побед», которая считается образцом сатиры в турецкой литературе, а также прозаические произведения «Сон».
Кроме поэзии, публиковал брошюры по политическим вопросам.
Перевёл на турецкий язык «Тартюфа» Ж.Б. Мольера, сочинения Ж.Ж. Руссо, Ж. Лафонтена, Л. Виардо. Автор перевода двух книг по истории французской инквизиции и истории Андалузии на турецкий язык.
Составил антологию османской поэзии.

## Избранные произведения
- Terkîb-i Bend
- Zafername
- Şi’ir ve inşâ
- Hârâbat